# 스와힐리어
스와힐리어(Swahili)는 아프리카 동부에서 널리 쓰이는 반투어군 언어이다. 남부 소말리아에서 모잠비크 북부까지, 동아프리카 해안을 따라 1500km에 이르는 지역에서 쓰이는 스와힐리족의 모어이다. 대략 500만여 명이 첫 번째 언어로, 5,000만여 명이 두 번째 언어로 쓰고 있다. 스와힐리어는 동아프리카와 인근 지역의 공용어이다.

## 개관
스와힐리어는 아프리카 동부 해안에 있는 섬인 잔지바르에서 기원했다. 잔지바르에서 쓰이는 방언은 키웅구자(웅구자어)라 불린다. 스와힐리어는 탄자니아, 케냐, 우간다(2005년부터)의 공용어이다. 이 언어는 콩고민주공화국의 4대 법적 국민어 중 하나이며, 르완다, 부룬디, 소말리아, 마요트를 포함한 코모로, 모잠비크, 말라위의 일부 지역에서도 쓰이고 있다. 또한, 2004년부터는 아프리카 연합에서 영어, 프랑스어, 아랍어, 포르투갈어, 에스파냐어(2003년부터)에 이어 6번째로 업무어로 지정되었다.
그 외에도 시드마이어의 문명 4의 오프닝의 ost의 가사(주기도문)로 사용되기도 하였다

## 한국에서
1999년 한국외국어대학교 출판부에서 발행한 스와힐리어-한국어 사전이 있다. 편저자는 김윤진과 권명식이며, 분량은 800여 쪽이다. 다만, 이 사전은 영어에 영향을 받은 동부아프리카의 스와힐리어만을 대상으로 했고, 프랑스어에 영향받은 콩고민주공화국(약 2천5백만 명의 사용자), 부룬디, 르완다 등지의 스와힐리어는 제외됐다.
2011년 스와힐리어를 사용하는 국가에서의 진료 활동을 위해 코이카 소속 내과 의사 장승훈(DrTanzania)이 만든 스와힐리 어 진료 사전이 있다. PDF 파일과 안드로이드 앱 형식으로 무상 배포되었으며 분량은 90여 쪽이다. 이 사전은 한국어-영어-스와힐리어로 표기되었으며, 실제 환자 진료 시의 상황에 맞추어 구성된 것이 특징이다. 스와힐리어 의학 사전과 인체도를 포함하고 있다.

## 음운

### 홀소리
a(/ɑ/), e(/ɛ/), i, o(/ɔ/), u 5개가 있다.

### 닿소리
|               |               | 입술소리 | 치경음   | 후치경음/경구개음 | 연구개음 | 성문음 |
| ------------- | ------------- | -------- | -------- | ----------------- | -------- | ------ |
| 비음          | 비음          | m        | n        | ny(/ɲ/)           | ng’(/ŋ/) |        |
| 파열음/파찰음 | 무성음        | p        | t        | ch(/tʃ/)          | k        |        |
| 파열음/파찰음 | 내파음/유성음 | b(/ɓ~b/) | d(/ɗ~d/) | j(/ʄ~dʒ/)         | g(/ɠ~ɡ/) |        |
| 파열음/파찰음 | 선비음화      | mb(/mb̥/) | nd(/nd̥/) | nj(/nd̥ʒ̊/)         | ng(/ŋɡ̊/) |        |
| 마찰음        | 무성음        | f        | s        | sh(/ʃ/)           |          | h      |
| 마찰음        | 유성음        | v        | z        |                   |          |        |
| 마찰음        | 선비음화      | mv(/mv̥/) | nz(/nz̥/) |                   |          |        |
| 유음          | 설측음        |          | l        |                   |          |        |
| 유음          | 비설측음      |          | r        |                   |          |        |
| 반모음        | 반모음        |          |          | y(/j/)            | w        |        |

## 같이 보기
- 만돔베 문자
- 아프리카의 언어